# SOAPnet

Ancien logo

SOAPnet (écrit aussi SoapNet de 2000 à 2002) était une chaîne de télévision américaine spécialisée dans la diffusion des soap operas et des prime time serials présents et passés, lancée le 20 janvier 2000 et arrêtée le 31 décembre 2013. Elle appartient à la Walt Disney Company qui avait annoncé sa création le 1er janvier 2000.

## Historique
Au début de son activité, la chaîne ne diffusait que les épisodes récents des soap operas du réseau ABC en début de matinée et le soir. Ce principe permettait aux employés de pouvoir regarder leurs feuilletons. Grâce à la forte promotion faite par la société Disney, maison mère d'ABC, la chaîne a pu être rapidement distribuée. Disney a ainsi proposé des contrats aux diffuseurs sous forme de bouquet incluant SOAPNet à côté des chaînes plus connues comme ABC ou ESPN. En cas de négociation de la part du diffuseur Disney refusait de céder. Ainsi Time Warner arrêta de diffuser la chaîne WABC (Channel 7) durant deux jours en mai 2000 .
Sony Pictures Entertainment avait à la même époque des plans pour lancer une chaîne concurrente nommée SoapCity. Elle aurait dû diffuser des émissions du réseau CBS et certaines de NBC. Le projet fut abandonné au début de l'année 2000 en raison de l'insuccès à trouver un diffuseur pour le câble. Malgré cela le site internet existe toujours.
La programmation inaugurale de la chaîne SOAPnet comprenait les feuilletons suivants :
La Force du destin (All My Children), On ne vit qu'une fois (One Life to Live), Hôpital central (General Hospital), Port Charles. Ainsi que d'autres feuilletons annulés plus tard, Falcon Crest, Dynastie 2 : Les Colby (The Colbys), Les Sœurs Reed (Sisters), Ryan's Hope et la série Hôtel (Hotel).
En 2004, SOAPnet relança la diffusion de feuilletons fortement demandés par les spectateurs tels que Another World ou Des jours et des vies (Days of Our Lives) pour remplacer les feuilletons moins appréciés. Les autres feuilletons rediffusés furent Dynastie et Dallas. La chaîne rediffusa aussi un court feuilleton des années 1980 nommé Paper Dolls (14 épisodes).
En janvier 2005, la chaîne se lança dans la rediffusion des feuilletons du réseau Fox dont Beverly Hills 90210 et Melrose Place, suivis au printemps par celles avec un an de décalage des épisodes de The Monroes et de Skin.
En juillet 2005, SOAPnet reprend le feuilleton à succès de la Fox Pasadena, et diffuse en plus neuf épisodes de la première saison qui avait commencé en automne.
Le 16 mars 2006, SOAPnet annonce qu'elle a finalement acquis les droits auprès de CBS du feuilleton Les Feux de l'amour (The Young and the Restless). C'est le premier feuilleton de CBS diffusé sur SOAPnet.
Le 26 mai 2010, Disney annonce l'arrêt de la chaîne de soap operas SOAPnet et son remplacement par une chaîne pour enfants baptisée Disney Junior qui aura lieu à 23 h 59 le 22 mars 2012.
Malgré son retrait chez la plupart des fournisseurs, la chaîne continue ses opérations pour les autres fournisseurs qui n'ont pas encore accepté de distribuer Disney Junior, or encore ceux qui ont décidé de conserver les deux.
Le 12 novembre 2013, Disney Media Networks annonce l'arrêt définitif de la chaîne SOAPnet pour le 31 décembre 2013 invoquant des taux d'audience en déclin à cause de la disponibilité des séries sur support ou en vidéo à la demande.

## Particularités de la chaîne
De temps en temps, la chaîne diffuse des épisodes des feuilletons selon un regroupement thématique et non chronologique comme à l'accoutumée. Ainsi les spectateurs ont pu revoir les plus inoubliables mariages. L'émission intitulée Sonnylicious regroupait les meilleures séquences de Maurice Benard dans Hôpital central, celle nommée Tad the Cad (Tad le fumier ou le salaud) regroupait des séquences du feuilleton La Force du destin dans laquelle le personnage de Tad Martin (joué par Michael E. Knight) couche dans de brefs intervalles avec Liza Colby puis Marian la mère de Liza.
Comme la chaîne est une filiale de la Walt Disney Company, des événements spéciaux ont été organisés au sein des parcs à thèmes. Ainsi chaque novembre depuis l'an 2000, le parc Disney-MGM Studios accueille les ABC's Super Soap Weekend tandis que le parc Disney California Adventure le fait depuis l'été 2001. Durant ces événements les animateurs de l'émission Soap Talk posent des questions aux acteurs des feuilletons du moment. Les visiteurs sont invités à poser eux aussi des questions en plus des séances d'autographes.
Ryan's Hope est un bon exemple du pouvoir des spectateurs sur une chaîne surtout comme SOAPnet qui rediffuse des feuilletons. Ce feuilleton n'avait pas été diffusé depuis son arrêt en 1989. SOAPnet avait repris la diffusion depuis le début en 1975 jusqu'à ceux de la fin de 1981. À ce moment, (durant l'année 2002) les spectateurs qui venaient juste de souscrire à la chaîne firent une pétition pour recommencer la diffusion depuis le début. Le 17 mars 2003 (jour de la Saint-Patrick) la rediffusion reprit au premier épisode. En 2006, la chaîne avait déjà atteint les épisodes de 1980.
Certains spectateurs se plaignent de la surabondance d'émissions diffusées à l'origine aux heures de grandes écoutes (prime-time) telles que Beverly Hills 90210 ou Melrose Place et qui ont déjà été rediffusées sur d'autres chaînes depuis leurs arrêts il n'y a que quelques années. Les fans de soap opera demandent aussi que d'autres feuilletons plus anciens dont ABC a aussi les droits soient rediffusés dont Santa Barbara, Amoureusement vôtre (Loving) et C'est déjà demain (Search for Tomorrow).
Disney et SOAPnet évoquent parfois la possibilité de créer une seconde chaîne pour les anciens feuilletons mais cela ne s'est pas produit.

## Programmation

### Émissions originales
- Soap Center (2000–2004)
- Soap Talk (en) (2002–2006)
- I Wanna Be a Soap Star (en) (2004–2007)
- 1 Day with… (2004–2005)
- Soapography (2004–2011)
- General Hospital: Night Shift (en) (série dérivée, 2007–2008)
- Southern Belles: Louisville (en) (téléréalité, 2009)
- Greg Behrendt's Wake Up Call (en) (téléréalité, 2009)

### Feuilletons récents diffusés en soirée
- La Force du destin All My Children (1970 - présent)
- Des jours et des vies Days of our Lives (1965 - présent)
- Hôpital central General Hospital (1963 - présent)
- On ne vit qu'une fois One Life to Live (1968 - présent)
- Les Feux de l'amour The Young And The Restless (1973 - présent)

### Anciens feuilletons diffusés le soir
- Beverly Hills 90210 (1990 - 2000)
- Dynastie 2 : Les Colby (The Colbys) (1985 - 1987)
- Dallas (1978 - 1991)
- Dynastie (Dynasty) (1981 - 1989)
- Falcon Crest (1981 - 1990)
- Hôtel (1983 - 1988)
- Côte Ouest (Knots Landing) (1979 - 1993)
- Melrose Place (1992 - 1999)
- The Monroes (1995)
- Paper Dolls (1984)
- Pasadena (2001)
- Les Sœurs Reed (Sisters) (1991 - 1996)
- Skin (2003)

### Anciens feuilletons diffusés dans la journée
- Another World (1964 - 1999)
- Port Charles (1997 - 2003)
- Ryan's Hope (1975 - 1989)